# ديفن تايلور
ديفن تايلور (بالإنجليزية: Devin Taylor)‏ هو لاعب كرة قدم أمريكية أمريكي، ولد في 15 نوفمبر 1989 في بيافورت في الولايات المتحدة.

## وصلات خارجية
- ديفن تايلور على موقع مرجع كرة القدم المحترفة.كوم (الإنجليزية)